# Christiane Poertgen
Christiane Poertgen (* 29. September 1962 in Münster) ist eine deutsche Journalistin, Moderatorin und Mediatorin.

## Leben
Poertgen wuchs in ihrer Geburtsstadt Münster auf. Nach dem Abitur ging sie für ein Schauspielstudium nach Wien, kehrte daraufhin nach Münster zurück und absolvierte dort ein Volontariat bei den Westfälischen Nachrichten, wo sie anschließend auch als Redakteurin arbeitete. Sie studierte Journalistik und Psychologie an der Technischen Universität Dortmund und verbrachte einen Auslandsaufenthalt in den USA an der Columbia School of Journalism in New York.
Über ihr Journalistikstudium und das Projekt Uni-Radio bekam sie 1991 erstmals Kontakt zum Westdeutschen Rundfunk, wurde zunächst freie Hörfunk-Reporterin, später Fernseh-Autorin und Livereporterin beim WDR für die Sendungen Lokalzeit sowie daheim & unterwegs. Seit 2010 praktiziert sie auch als von der TU Dortmund zertifizierte Mediatorin und hält Referate darüber.
Daneben wird sie häufig bei Veranstaltungen als Moderatorin engagiert, zum Beispiel für den Hauptstadtkongress 2021, den Welttag der Patientensicherheit 2021, den Dortmunder Diversity Tag 2021 oder der Verleihung des Health Care Awards 2019.
Als Mitglied von Zonta International engagiert sich Poertgen für verschiedene soziale Projekte, die die Lebensbedingungen benachteiligter Frauen verbessern. Außerdem hat sie sich zur Notfallseelsorgerin ausbilden lassen.
Christiane Poertgen ist verheiratet und lebt mit Mann und zwei Kindern in Dortmund.

## Sendungen
Radio
- Radio Antenne Münster, Moderatorin
- WDR Radio Dortmund, Beitragsautorin, Live-Reporterin, Moderatorin, 1991–1994.
- WDR 2, Moderatorin bei Zwischen Rhein und Weser, 1996–2000.
- WDR 4, Moderatorin bei Erstklassisch, einer Sendung in der eine bekannte Persönlichkeit einen Titel der klassischen Musik vorschlägt, 2021.[9][10]

Fernsehen
- SAT 1:
  - „Regional-Report NRW“, tägliches Infomagazin, (Reporterin, 1994)
- WDR Fernsehen:
  - KuK, tägliches Live-Talk-Magazin (Reporterin, 1995)
  - WDRpunktDortmund, Stadtfernsehen für Dortmund, tägliches Infomagazin (Live-Reporterin, 2000–2006)

## Veröffentlichung
- mit Ludger Dinkler: Rosendahl feiert Geburtstag 1100 Jahre. 890 - 1990. 1990, OCLC 1069798357.